# Gymnocichla
Gymnocichla is een geslacht van vogels uit de familie Thamnophilidae (miervogels). Het geslacht telt één soort:
- Gymnocichla nudiceps  –  Kaalkopmiervogel